# العلاقات اللاوسية الميانمارية
العلاقات اللاوسية الميانمارية هي العلاقات الثنائية التي تجمع بين لاوس وميانمار.

## مقارنة بين البلدين
هذه مقارنة عامة ومرجعية للدولتين:
| وجه المقارنة                                              | لاوس        | ميانمار          |
| --------------------------------------------------------- | ----------- | ---------------- |
| المساحة (كم2)                                             | 236.80 ألف  | 676.58 ألف       |
| عدد السكان (نسمة)                                         | 6.86 مليون  | 53.37 مليون      |
| الكثافة السكانية (ن./كم²)                                 | 28.97       | 78.88            |
| العاصمة                                                   | فيينتيان    | نايبيداو، يانغون |
| اللغة الرسمية                                             | اللغة اللاو | اللغة البورمية   |
| العملة                                                    | كيب لاوي    | كيات ميانماري    |
| الناتج المحلي الإجمالي (بليون دولار)                      | 16.85 مليار | 69.32 مليار      |
| الناتج المحلي الإجمالي (تعادل القوة الشرائية) بليون دولار | 38.71 مليار | 282.95 مليار     |
| الناتج المحلي الإجمالي الاسمي للفرد دولار أمريكي          | 1.82 ألف    | 1.16 ألف         |
| الناتج المحلي الإجمالي للفرد دولار أمريكي                 |             |                  |
| مؤشر التنمية البشرية                                      | 0.575       | 0.536            |
| رمز المكالمات الدولي                                      | +856        | +95              |
| رمز الإنترنت                                              | .la         | .mm              |
| المنطقة الزمنية                                           | ت ع م+07:00 | ت ع م+06:30      |

## منظمات دولية مشتركة
يشترك البلدان في عضوية مجموعة من المنظمات الدولية، منها:
| علم المنظمة | اسم المنظمة                        | تاريخ انضمام لاوس | تاريخ انضمام ميانمار |
| ----------- | ---------------------------------- | ----------------- | -------------------- |
|             | مؤسسة التنمية الدولية              | 28 أكتوبر 1963    | 5 نوفمبر 1962        |
|             | مؤسسة التمويل الدولية              | 29 يناير 1992     | 3 ديسمبر 1956        |
|             | منظمة حظر الأسلحة الكيميائية       | ?                 | ?                    |
|             | الأمم المتحدة                      | 14 ديسمبر 1955    | 19 أبريل 1948        |
|             | أسيان                              | 23 يوليو 1997     | 23 يوليو 1997        |
|             | منظمة الشرطة الجنائية الدولية      | ?                 | ?                    |
|             | البنك الدولي للإنشاء والتعمير      | 5 يوليو 1961      | 3 يناير 1952         |
|             | وكالة ضمان الاستثمار متعدد الأطراف | 5 أبريل 2000      | 16 ديسمبر 2013       |
|             | بنك التنمية الآسيوي                | 1966              | 1973                 |
|             | يونسكو                             | 9 يوليو 1951      | 27 يونيو 1949        |
|             | منتدى آسيان الإقليمي ‏              | ?                 | ?                    |

## وصلات خارجية
- موقع وزارة الخارجية الميانمارية